# Porto da Figueira da Foz
O porto da Figueira da Foz situa-se na cidade do mesmo nome, e está vocacionado para o transporte marítimo de curta distância e igualmente para actividades de pesca e recreio.
É o porto mais próximo de cidades como Pombal, Coimbra, Leiria, Guarda, Castelo Branco e Tomar o que lhe confere uma importância estratégica acrescida para toda a região Centro de Portugal.
A Capitania do Porto da Figueira da Foz superintende, na costa, desde a margem sul da lagoa de Mira até Pedrógão, exclusive, no ponto em que a ribeira entre esta povoação e a de Casal Ventoso encontra a linha de baixa-mar, e no Rio Mondego e Rio Lavos e além da sua confluência até ao paralelo da marca do Pontão.

## Acessibilidades
As principais acessibilidades terrestres ao porto da Figueira da Foz são a auto-estrada A14, A17, EN109 e Rede Ferroviária Nacional.